# یک نت اشتباه
نت اشتباه (به انگلیسی: One False Note) جلد دوم مجموعه ۳۹ سرنخ اثر گوردون کورمن است.

## داستان
امی و دن به دنبال سمفونی گمشده ی موتزارت می گردند که دومی سرنخشون هست.
اون ها زندگی موتزارت رو در اتریش دنبال می کنند و همین طور در شهر های مختلف به دنبال سرنخ بعدی می گردند اما نمی دونن که خاله ی عصبانی اونها همچنان به دنبالشونه...